# Pont en bois
Pour les articles homonymes, voir Pont en bois (Crest) et Pont en bois d'Aarberg.
Un pont en bois est un pont dont le matériau de construction est principalement le bois.

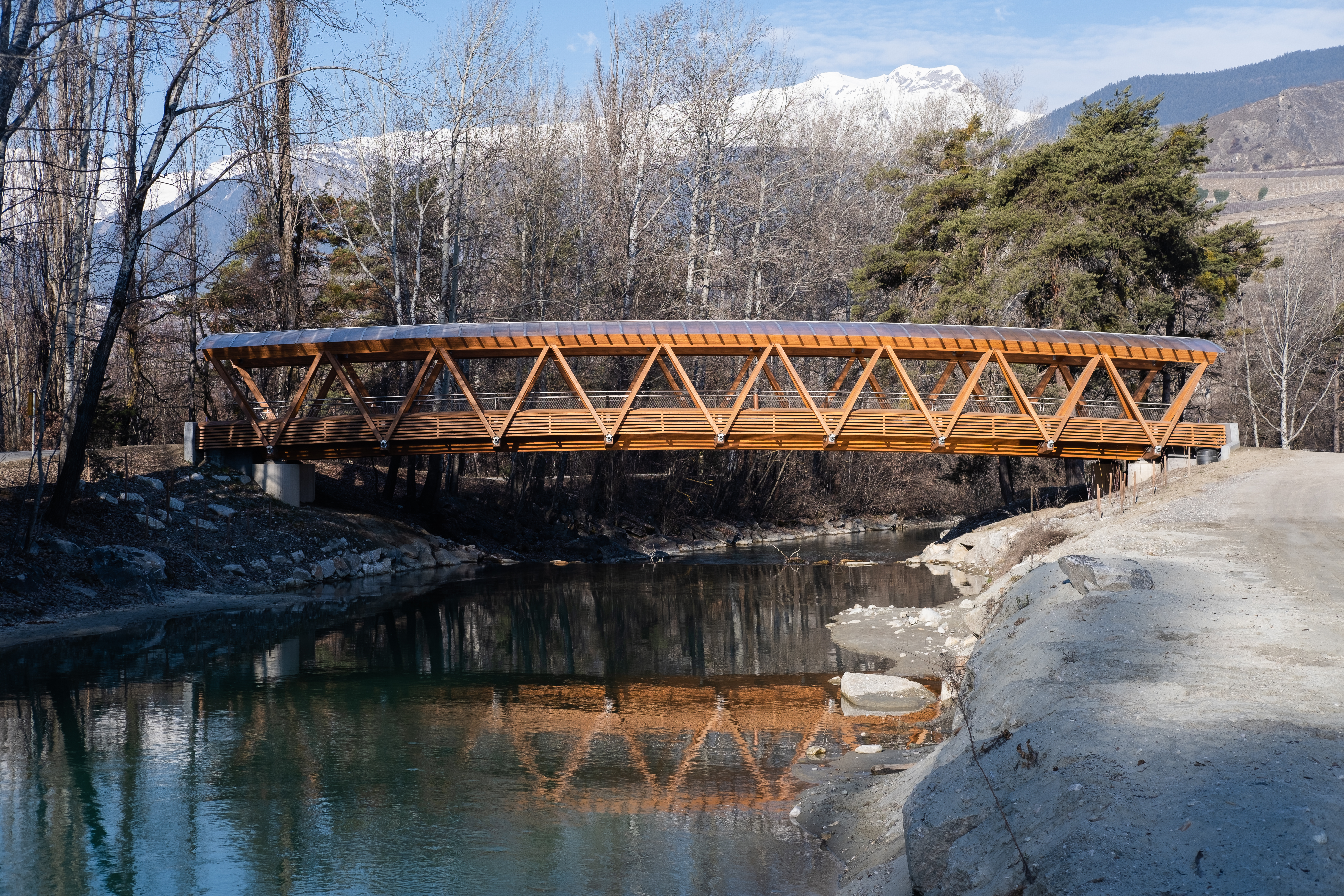
Passerelle en bois traversant la Borgne à Bramois, en Suisse.

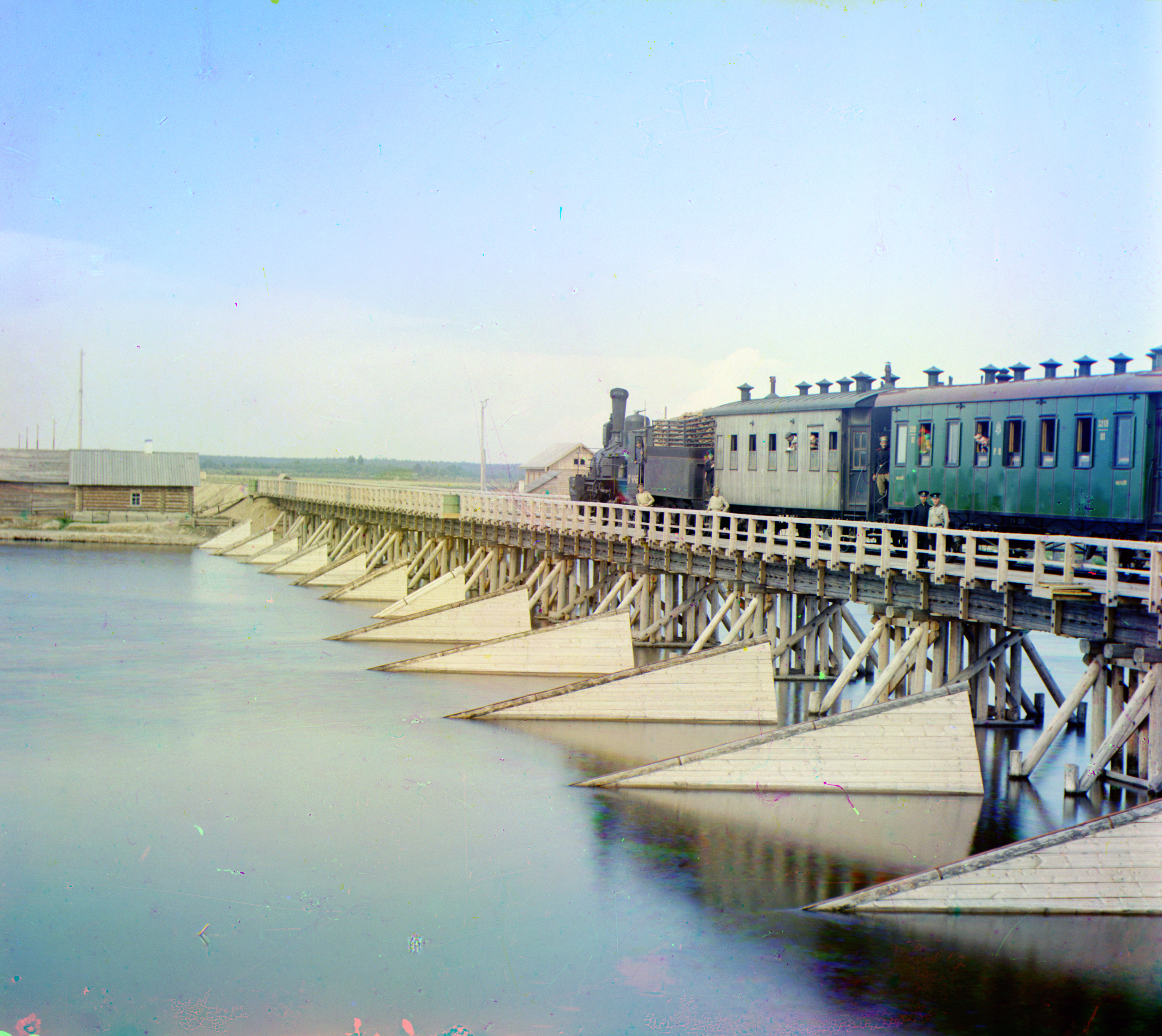
Sergueï Prokoudine-Gorski, pont de chemin de fer à travers la rivière Chouïa, Carélie. 1916

## Histoire
Le pont de bois le plus ancien dont il est fait mention, au moins dans la civilisation latine, est le pont Sublicius, lancé sur le Tibre au pied du mont Aventin à Rome, sous le règne d'Ancus Martius, et rendu célèbre par la défense d'Horatius Coclès (630 av. J.-C.).
En Gaule aussi étaient construits des ponts en bois depuis longtemps, mais très sommaires. 
Les ponts de bois jouent un rôle important dans l'architecture du Moyen Âge, leur établissement étant facile et peu dispendieux. Malgré l’apparition de nombreuses techniques de construction durable ultérieurement, l’utilisation du bois dans certains ouvrages a perduré jusqu’à nos jours (notamment dans la vallée de la Semois sous forme du rudimentaire pont de claies).

## Avantages et inconvénients
Les ponts en bois sont légers et faciles à monter. Ils possèdent ainsi un fort potentiel de développement, en particulier les passerelles pour piétons.
Cependant il convient de choisir de bonnes dispositions constructives protégeant le bois et assurer un entretien régulier.
Par contre en cas de démolition d’un pont dont les bois ont été traités, les maîtres d’ouvrage sont responsables des déchets toxiques produits. Ces considérations ne doivent donc pas être négligées.

## Le bois, matériau de construction

### Propriétés physiques
- Humidité,
- Séchage,
- Retrait,
- Inflammabilité,
- Stabilité au feu.

### Durabilité

#### Prédateurs et facteurs dégradants
Le bois est un matériau organique et donc une source de nourriture pour les espèces vivantes munies des enzymes nécessaires pour le digérer. Les prédateurs du bois sont certains champignons, insectes, mollusques et crustacés. Le risque le plus important étant celui des champignons en milieu humide.
Le soleil et la pluie sont également des facteurs dégradants importants.

#### Choix des essences
Pour que l’ouvrage résiste à ces agressions, la bonne essence doit être choisie en fonction du milieu dans lequel il est construit et de son exposition au soleil ou aux intempéries.

#### Traitement de préservation
Les trois familles de produits pour traiter le bois sont :
- Les produits solubles dans l’eau, les matières actives sont des sels métalliques, quelquefois en association avec des insecticides ;
- les produits de synthèse,
- la créosote.

## Dispositions constructives

### Les ponts couverts
Les ponts couverts comportent un plancher supporté par des longerons ou des traverses, appuyé sur deux poutres triangulées et couvert d'une toiture, d'où son nom. Cette toiture limite les agressions de l’ouvrage et lui assure une bonne durabilité.

### Les bardages
Pour protéger les poutres porteuses un bardage peut être posé sur les faces latérales et une couvertine sur les surfaces horizontales.
Le bardage peut être un revêtement constitué de planches de bois, dont l’épaisseur est en général de 18 ou 27 mm et la largeur comprise entre 80 et 200 mm. Pour éviter les phénomènes de tuilage, le rapport entre la largeur et l’épaisseur ne doit pas excéder 7 (on admet un élancement de 7 car le bardage n'est pas structurel. Pour les éléments de structure, l'élancement doit être limité à 5).

### Les assemblages
On distingue plusieurs types d’assemblages :
- Bois sur bois :

Il s’agit des assemblages traditionnels. On peut citer : les tenons, les mortaises, les embrèvements, les queues d'arondes. Ces assemblages transmettent essentiellement des efforts de compression. Les performances de ces assemblages sont relativement limitées et ils sont peu adaptés pour des structures en extérieur en raison des risques de pièges à eau. En pratique il convient de ne plus les utiliser.
- Mixtes bois métal :

On peut citer : les assemblages cloués, boulonnés, brochés ainsi que ceux utilisant des anneaux crantés. Le principe de fonctionnement est basé sur le cisaillement des organes métalliques. Ces assemblages sont plus ou moins rigides, en fonction du type d'organe, du nombre et de la taille des organes métalliques.
- Collés et mécano-collés :

Les assemblages collés sont utilisés notamment pour la réalisation de poutres en lamellé-collé. Le collage peut également être un complément à un assemblage mécanique par organes métalliques. Il existe ainsi des assemblages brochés collés dont les performances mécaniques sont excellentes (la rupture en traction se situe dans le métal, mais les résultats dépendent fortement du mode opératoire de mise en œuvre de l'assemblage). Les assemblages collés sont très rigides et n'ont pas de jeu de mise en place.

### Les platelages
On peut distinguer :
- Le platelage en bois, notamment pour les passerelles piétons
- Le platelage en bois recouvert d’une couche de roulement bitumée
- Le tablier en béton (pont mixte bois-béton) recouvert d’une couche de roulement bitumée.

## Types de ponts en bois
| Type de pont               | Intérêt du bois | Gamme de portée |
| -------------------------- | --- | --------------- |
| pont en arc                | l'arc travaille principalement en compression et toute la section du bois est utilisée mécaniquement. L'acier est souvent préféré pour les poutres de rigidité ainsi que pour les tirants. | 30-60m          |
| pont mixte bois-béton      | Le principe est le même que pour les ponts mixtes acier béton. La dalle béton collabore à la reprise des efforts, par compression. Les longues portées peuvent être atteintes avec des ponts en arc dont le tablier repose sur des appuis intermédiaires (pilettes, suspentes, etc.) tous les 5 à 10m | 20-80m          |
| pont à poutres treillis    | Permet de créer des poutres de forte hauteur permettant de franchir des portées assez importantes tout en laissant une luminosité agréable. Le surbaissement doit être limité au 1/10e de la portée.                                                                                                  | 20-50m          |
| pont à béquilles           | Structure bien adaptée au bois car ils permettent une réduction des portées effectives et engendrent un effort de compression dans les palées. | 20-40m          |
| pont suspendu ou à haubans | Permet une réduction des portées effectives. | 30-100m         |
| pont mixte bois acier      | l'acier permet des tirants et des poutres efficaces en flexion notamment, le bois fournit des poteaux ou des arcs travaillant en compression |                 |

## Ponts en bois en Europe

### En France
- Pont de Merle (2000) à Saint-Geniez-ô-Merle, Corrèze, piles en lamellé-collé[1] ;
- Passerelle Pinot (1999), pont en arcs en bois lamellé-collé, Blagnac, Haute-Garonne[2] ;
- Pont de bois (2001) Crest, Drôme, tablier en bois sur piles en béton armé ;
- Pont sur la Dore (1993) à Saint-Gervais-sous-Meymont, Puy-de-Dôme, pont couvert avec treillis en bois lamellé collé[3] ;
- Passerelle SNCF de Vaires sur Marne (2004), pont couvert en arc en bois lamellé-collé, Vaires-sur-Marne, Seine-et-Marne[4].

### Finlande
- Pont de Vihantasalmi (1999), Mantyharju, Ita-Suomen Lääni, Finlande, pont en poutre en treillis en bois lamellé-colléPont de Vihantasalmi sur Structurae..

### Suisse
- Ponts en bois suisses[5] référence de plus de 1100 ponts en bois documentés par des images, plans et esquisses.

## Pont en bois en Amérique du Nord
Au Canada et dans le nord des États-Unis, de nombreux ponts en bois sont en service.
- Pont Félix-Gabriel-Marchand—Pont couvert treillis type Town - Entre Fort-Coulonge, et Mansfield-et-Pontefract, Québec, Canada